# Wisła
Wisła é um município da Polônia, na voivodia da Silésia e no condado de Cieszyn. Estende-se por uma área de 110,17 km², com 11 074 habitantes, segundo os censos de 2016, com uma densidade de 100,5 hab/km².